# Een herinnering aan Solferino

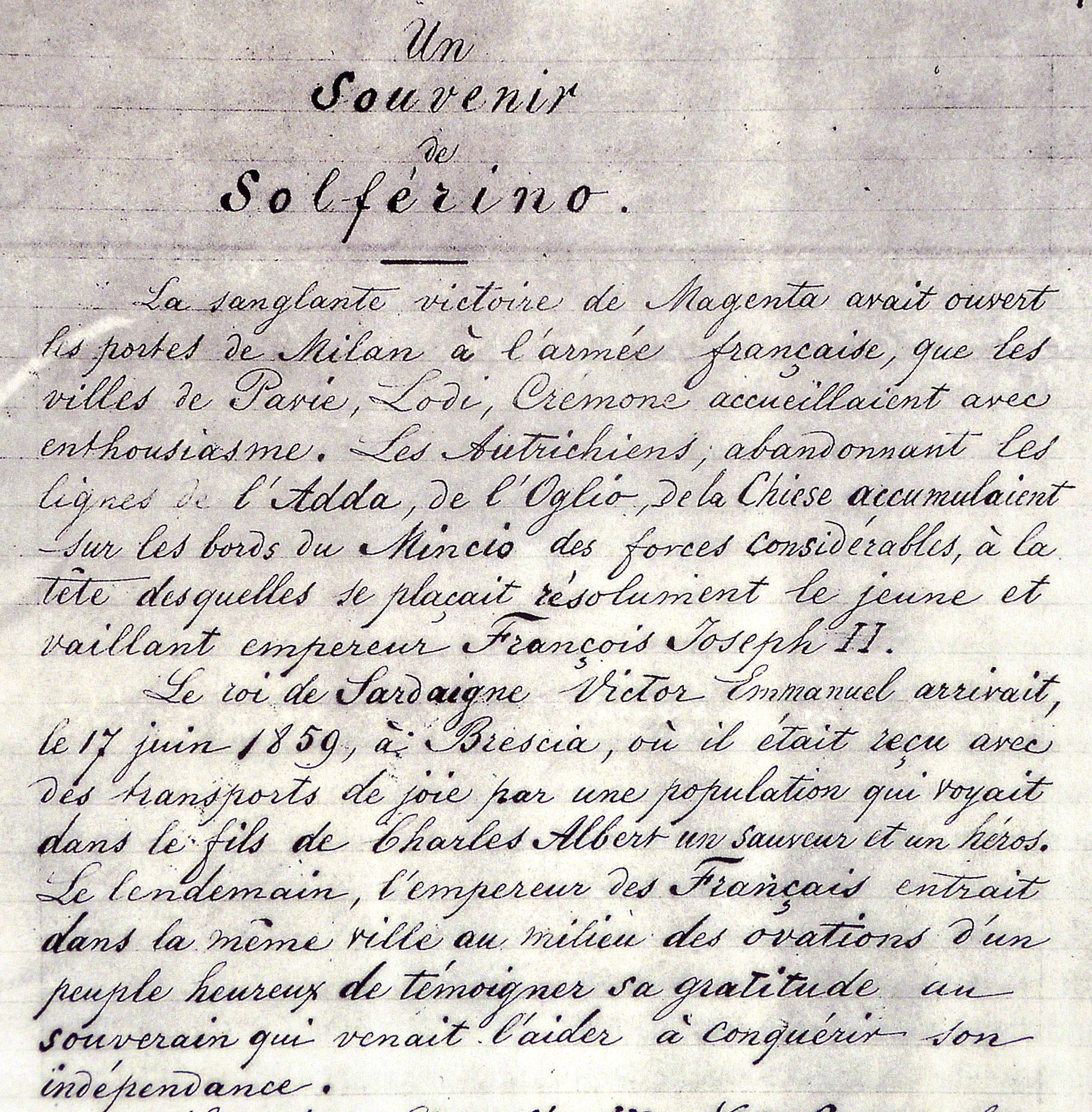
Eerste bladzijde van Un souvenir de Solférino.

Een herinnering aan Solferino (Frans: Un souvenir de Solférino) is een boek van de Zwitserse humanist Henri Dunant uit 1862 over zijn indrukken bij de Slag bij Solferino. Het boek had een beslissende invloed op de oprichting van het Internationaal Comité van het Rode Kruis.

## Beschrijving

### Achtergrond
Tijdens een zakenreis bevond Henri Dunant zich in juni 1859 in de buurt van de Italiaanse stad Solferino. Hij werd er getuige van de gevolgen van de Slag bij Solferino, een veldslag tussen enerzijds de troepen van het Tweede Franse Keizerrijk van keizer Napoleon III en het leger van het Koninkrijk Sardinië van koning Victor Emmanuel II en anderzijds het Keizerrijk Oostenrijk van keizer Frans Jozef I. Dunant trok over het slagveld en was diep geschokt over de vele gewonden die hij er ziet, liggend tussen de lichamen van de gesneuvelden, en niemand die hen hulp bood.

### Inhoud
Deze ervaringen heeft Dunant neergeschreven in zijn werk Un souvenir de Solférino. Naast een lange beschrijving van wat hij zag op het slagveld, ijverde hij tevens voor de oprichting van hulpverleningsorganisaties in ieder land, die bij gewapende conflicten de slachtoffers zouden kunnen verzorgen:
"N'y aurait-il pas moyen, pendant une époque de paix et de tranquillité, de constituer des sociétés de secours dont le but serait de faire donner des soins aux blessés, en temps de guerre, par des volontaires zélés, dévoués et bien qualifiés pour une pareille œuvre?"
Tevens pleitte hij voor een verdrag gericht op de bescherming van gewonden van alle strijdende partijen en op de bescherming van zij die hen verzorgen:
Dans des occasions extraordinaires, comme celles qui réunissent, par exemple à Cologne ou à Châlons, des princes de l'art militaire, appartenant à des nationalités différentes, ne serait-il pas à souhaiter qu'ils profitent de cette espèce de congrès pour formuler quelque principe international, conventionnel et sacré, lequel une fois agréé et ratifié, servirait de base à des Sociétés de secours pour les blessés dans les divers pays de l'Europe?
Dunant publiceerde dit boek in 1862 op eigen kosten en stuurde er exemplaren van op naar de belangrijkste Europese politieke en militaire gezagsdragers. Het boek werd vertaald in elf talen.

### Gevolgen
Als gevolg van de publicatie van Un souvenir de Solférino werd in 1863 het Comité international de secours aux militaires blessés opgericht. In 1876 werd dit het Internationaal Comité van het Rode Kruis. In 1864 werd de oorspronkelijke versie van de Eerste Geneefse Conventie aangenomen, die veelvuldig tegemoetkomt aan de voorstellen geformuleerd door Dunant.